# ジョン・ボール
ジョン・ボール（John Ball、1338年頃 - 1381年7月15日）は、イギリスの神父。ワット＝タイラーの乱における思想的な指導者とされる聖職者である。

## 概要
ボールについての前半生はほとんど分かっていないが、ハートフォードシャーのセント・オールバンズに住んでいたとされる。
イギリスの神学者でロラード派のジョン・ウィクリフの思想に心酔する狂信的な神父で、ウィクリフの思想の影響から社会的不平等を告発した過激な思想を展開、巡回説教師として各地を回り農民、下層民に大きな影響を与えた。
しかし、そのあまりに過激で危険な思想を恐れられたイングランド政府に捕らえられ、破門されたうえ、投獄されてしまった。

## ワット・タイラーの乱
1381年にワット・タイラーの乱が起こると反乱軍により獄中から救出される。
ロンドン進撃を前に郊外のブラックヒースにて自らの思想を持って農民軍の士気を鼓舞したと言われている。
その際の「アダムが耕しイヴが紡いだとき、誰が貴族(ジェントリ・領主)であったのか」という言葉は有名である。
しかし、反乱が鎮圧された後、捕らえられて首吊り・内臓抉り・四つ裂きの刑に処された。